# Julius Buckler
Julius Buckler, nemški častnik, vojaški pilot in letalski as, * 28. marec 1894, Mainz-Mombach, † 23. maj 1960Bonn.
Buckler je med prvo svetovno vojno dosegel 36 zračnih zmag (29 letal in 7 balonov).

## Odlikovanja
- Pour le Mérite